# Puke (frälsesläkt)
Puke var ett efternamn som bars av medlemmar av flera befryndade frälseätter i Sverige under medeltiden. Puke betyder 'ond ande, djävul'.
Vapen: en svart, uppåt fläkt örnvinge i gult fält.

## Äldre Pukeätten
Den äldre Pukeätten, var en svensk medeltida frälsesläkt från Östergötland vars äldsta kända medlem var riddaren Ragvald Puke, nämnd levande 1296–1308. Enligt traditionen härstammar även den på Svenska riddarhuset introducerade ätten ätten af Puke från honom.
Ragvald Puke var bland kung Birgers löftesmän när kungen ingick förlikning med sina bröder i Örebro 1308. Ragvald var gift med Katarina Karlsdotter, dotter till lagmannen Karl Ingeborgasson (Lejonbalk) och Ulfhild Sigtryggsdotter (Boberg). Flera av Ragvald Pukes ättlingar förde ett vapen med en svart örnvinge i gult fält. Vingen skall enligt heraldikern Jan Raneke ha ärvts från ätten Lejonbalk
Paret fick åtminstone sönerna riksrådet Filip Ragvaldsson, som vid några tillfällen kallades Puke i efternamn och var riksråd, samt Kettil Puke (även kallad Kettil Ragvaldsson (Puke)) som blev riddare vid kung Magnus Eriksson kröning 1336 kort före sin död, och begravdes i Alvastra kloster. En till namnet okänd dotter till Kettil Puke skall som gift med Jon Nilsson (Rickebyätten), ha varit farfars farmors mor till kung Gustav Vasa.

## Yngre Pukeätten
Kettil Pukes son Erik Kettilsson Puke var marsk och riksråd och vid hans död 1396 dog släkten ut på manssidan, men genom marskens faster Bengta Ragvaldsdotters äktenskap med Erengisle Petersson (Bonde) ärvdes namnet Puke genom kvinnolinjen, som ibland kallas yngre Pukeätten, i ytterligare några generationer inom en gren av Bondeätten, vilka skrev sig Puke, men förde Bondeättens båt i vapnet.
Bengta Ragvaldsdotter och Erengisle Petersson son, det norska riksrådet Ragvald Puke hade en son, Peter Ragvaldsson, vilken var far till tre söner som använde namnet Puke. Sonen Ragvald Puke var lagman i Östergötland, och slogs våren 1449 till riddare. Denna kvinnolinje dog ut 1469 med Bengta Pukes sonsons sonson Peder Ragvaldsson Bonde.
Upprorsmannen Erik Puke tillhörde inte ätten, men var avlägset släkt med den då hans farmor var kusin med Erik Kettilson.